# Баженов Олександр Миколайович (письменник)
Олекса́ндр Микола́йович Баже́нов (рос. Баженов Александр Николаевич; *23 серпня (4 вересня) 1835, м. Городище, нині Пензенської області Росії — †30 вересня (12 жовтня) 1867, Москва) — російський письменник (драматург, перекладач) і театральний критик.

## Біографія
Спочатку освіту здобув у дворянському інституті в Пензі, звідки перейшов у першу московську гімназію. 1859 року закінчив факультет словесності Московського університету. Після цього працював учителем російської словесності в другому кадетському корпусі в Москві.
1867 року Олександр Миколайович захворів на брайтову хворобу та помер 30 вересня, на 33-му році життя. Того ж року вийшов об'ємний том творів Баженова, укладений його другом Володимиром Родиславським. В цьому томі зібрано все, що Баженов писав про театр.

## Творчість
1861 року видав переклад «Пісень Анакреона», на який критика (особливо в Санкт-Петербурзі) відгукнулася недоброзичливо.
Баженов із дитинства пристрасно любив театр, грав на домашніх сценах і писав для них п'єси. 1860 року він надрукував три переробки: комедію в двох діях «Мольєр-дитя» та два одноактні водевілі «Спритна бабуся» (рос. «Бедовая бабушка») та «Напій кохання» (рос. «Любовный напиток»). Водночас він писав театральні рецензії в «Московських відомостях», «Санкт-Петербурзьких відомостях», в журналах «Мистецтво», «Театральний і музичний вісник», «Розваги» та ін.
1864 року Баженов заснувал власну щоденну газету «Антракт», в якій серйозно та справедливо ставився до всіх явищ сценічного світу та без всякого упередження до гри актерів. Діяльність Баженова сприяла підвищенню загальної культури російського театру.
Баженов перекладав і публікував праці Лессінга, Гете, Арістотеля, Гервінуса та інших авторів про театр.
Водевіль Баженова «Спритна бабуся» Тарас Шевченко згадував у статті «Бенефис г-жи Пиуновой, январь 21 1858 года».